# Abades (Segovia)
Abades es un municipio y localidad española de la provincia de Segovia, en la comunidad autónoma de Castilla y León. Cuenta con una población de 859 habitantes (INE 2024).
Parte del territorio de la Campiña Segoviana, en su término municipal se sitúan los despoblados de Los Arenales, Malbarbados y Pero Cojo.

## Toponimia
El término "Abades" deriva del latín "abbates", plural de abbas, que significa 'abad', y que a su vez deriva del hebreo aba, que significa 'padre' ya en 1116 el pueblo de Abades aparece como "Abbatibus" en una carta del Concejo de Segovia hablando sobre la iglesia de Santa María.

## Geografía

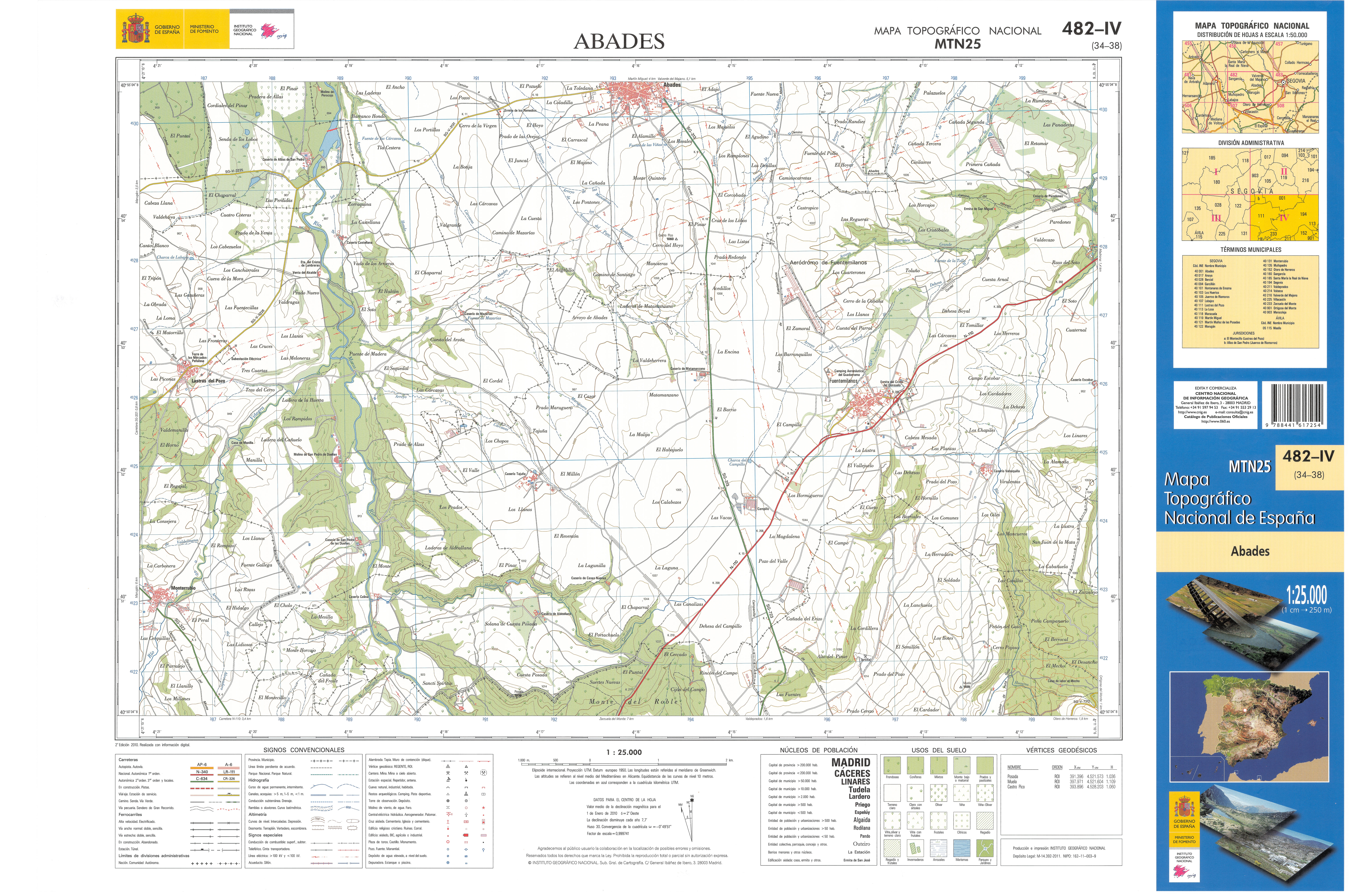
Fragmento de la hoja 482 del Mapa Topográfico Nacional de España de 2010 en el que se representa parte de Abades

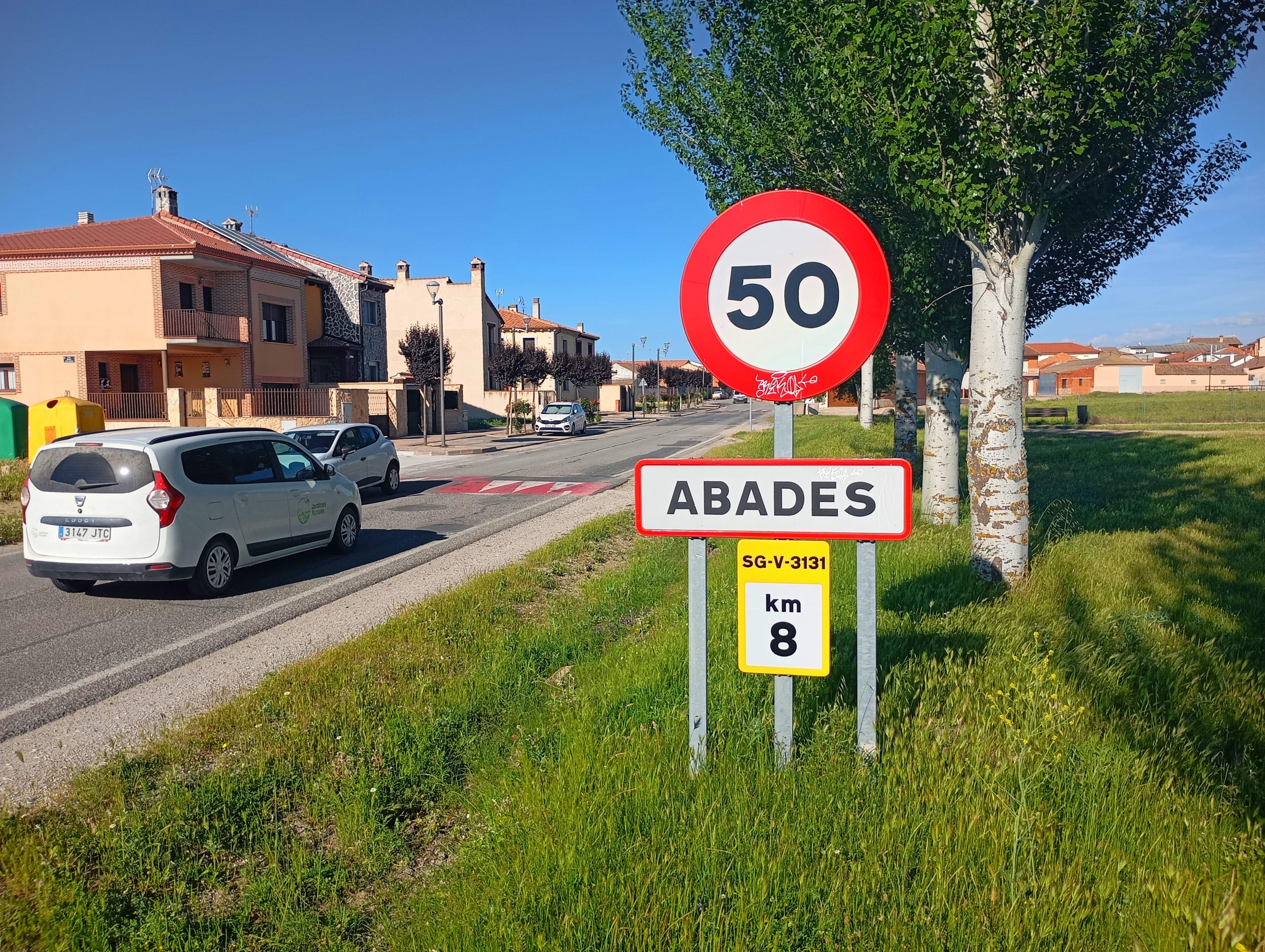
Señal de entrada a la zona urbanizada de Abades por la SG-V-3131 desde el oeste

La localidad se encuentra entre los ríos Eresma y Milanillos, en el cruce de la carretera provincial SG-V-3131 (Segovia-Marugán) y la autonómica SG-313 (Otero de Herreros-Martín Miguel-Garcillán).
| Noroeste: Juarros de Riomoros                                                  | Norte: Martín Miguel           | Noreste: Valverde del Majano |
| Oeste: Marazoleja, enclave Caserío de Allas de San Pedro (Juarros de Riomoros) |                                | Este: Valverde del Majano    |
| Suroeste: Lastras del Pozo                                                     | Sur: Lastras del Pozo, Segovia | Sureste: Segovia             |

## Naturaleza
Es completamente llano, lleno de campos de cultivos y pocos bosques.
Uno de los parajes más conocidos es el Castro Pico, siendo a la vez, el punto culminante de Abades. Se encuentra cercano al aeródromo de Fuentemilanos. Se han encontrado vestigios de la existencia de un asentamiento neolítico en la cima del monte - un castro íbero-, en el que se han encontrado restos de cerámicas e industria lítica. Al sur del cerro, por el antiguo Cordel de la Campanilla, se asentó un antiguo núcleo medieval, totalmente desaparecido.
Otro posible poblado medieval se asentaba en el Cerro del Castillo, al noroeste del municipio.
El municipio está salpicado de muchas fuentes, la más conocida, la del Pollo, situada al este del municipio, por el antiguo camino de Abades a Madrona. Fue usada antiguamente por los pastores; se trata de un arco de ladrillo del que mana agua. En la actualidad se encuentra en estado de abandono, pero está canalizada a un abrevadero construido recientemente.

## Historia

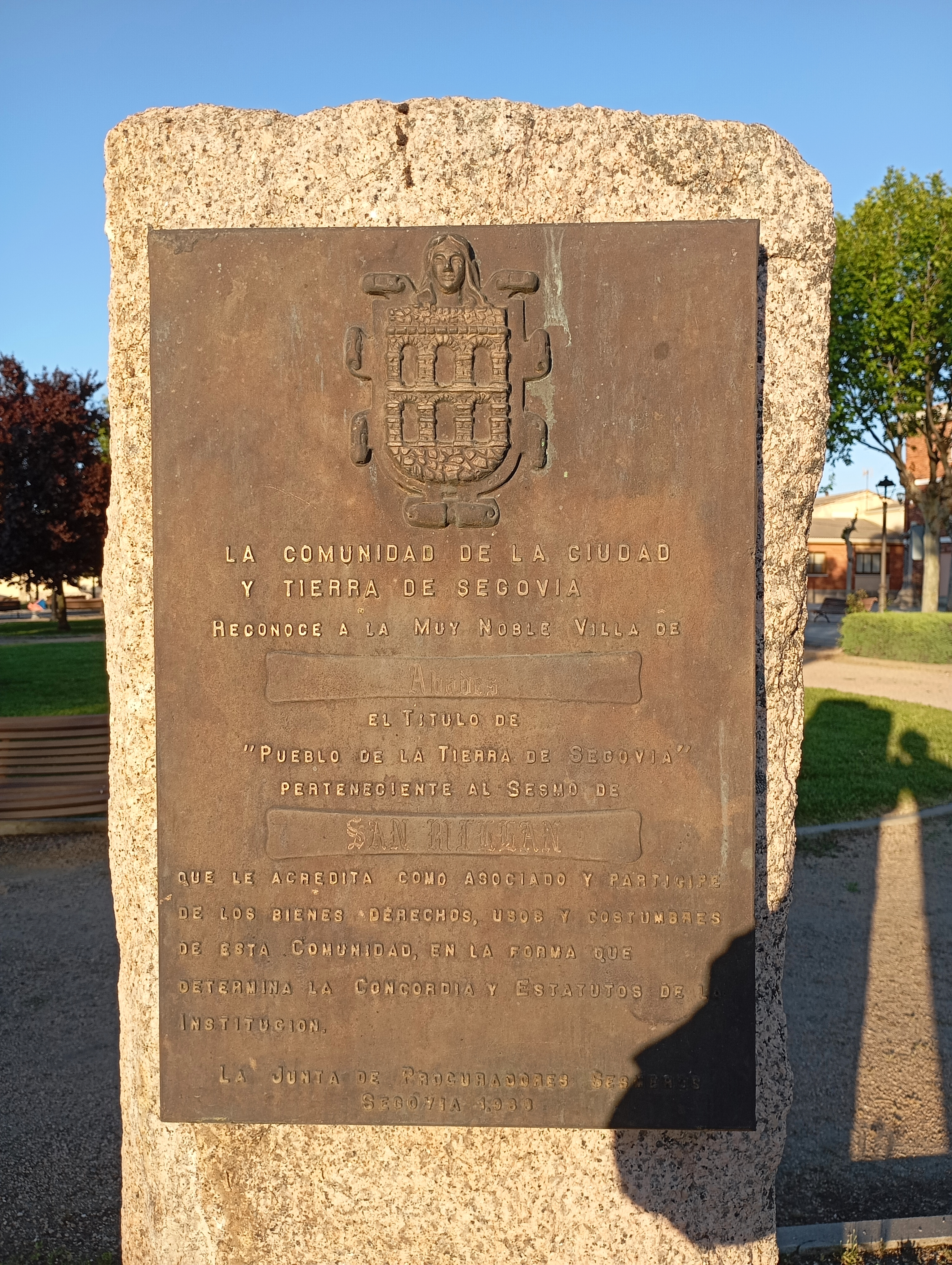
Documento en el que se reconoce a Abades como pueblo de la Tierra de Segovia perteneciente al Sexmo de San Millán

Abades es sin duda de origen medieval y pertenece desde la misma repoblación a la jurisdicción y Comunidad de Villa y Tierra de Segovia, dentro del Sexmo de San Millán. La primera mención documental data de año 1116, y se trata de la carta por la cual el Concejo de Segovia concede privilegio a la iglesia de Santa María y a su Obispo Pedro, para que tenga tal fuero, honor y dignidad cual menciona expresamente “del aldea de Abbatibus”.
Abades, que ya existe como asentamiento en 1108, goza desde 1536 de parroquia propia. Sus gentes participaban activamente en las celebraciones de las fiestas de Segovia, los danzantes de Abades; el grupo de paloteos de la época (1594/1636) bailaba en los meses de mayo y junio en las celebraciones eclesiásticas del Corpus.
En esta localidad fueron menores que en otros puntos los estragos causados por las epidemias de los años 1804, 1805 y 1834, efecto indudable de su situación. En 1845 formaban una plaza triangular y algunas calles empedradas, 208 casas de un solo piso, de construcción regular y con algunas comodidades.
En el siglo XIX destacó la figura de Diego de la Fuente, labrador bubillo apodado Mariscuela, fue un guerrillero durante la invasión francesa, que mantuvo bajo ataque a las tropas de ocupación junto a su vecino Diego de la Fuente, apodado Puchas, y el granjeño Juan de Abril. Mariscuela protagonizó una fuga de alta repercusión estando prisionero en el Alcázar segoviano.
En 1940 que contabiliza 237 viviendas y otras 49 edificaciones, aglutinando en total a 1.093 habitantes de derecho; 1.036 de hecho, su anejo de Perocojo englobaba dos viviendas y otra edificación para 15 habitantes de hecho (ninguno de derecho).

## Demografía
Cuenta con una población de 859 habitantes (INE 2024).
| Gráfica de evolución demográfica de Abades entre 1842 y 2021                                                          |
| |
| Población de derecho según los censos de población del INE. Población de hecho según los censos de población del INE. |

## Economía

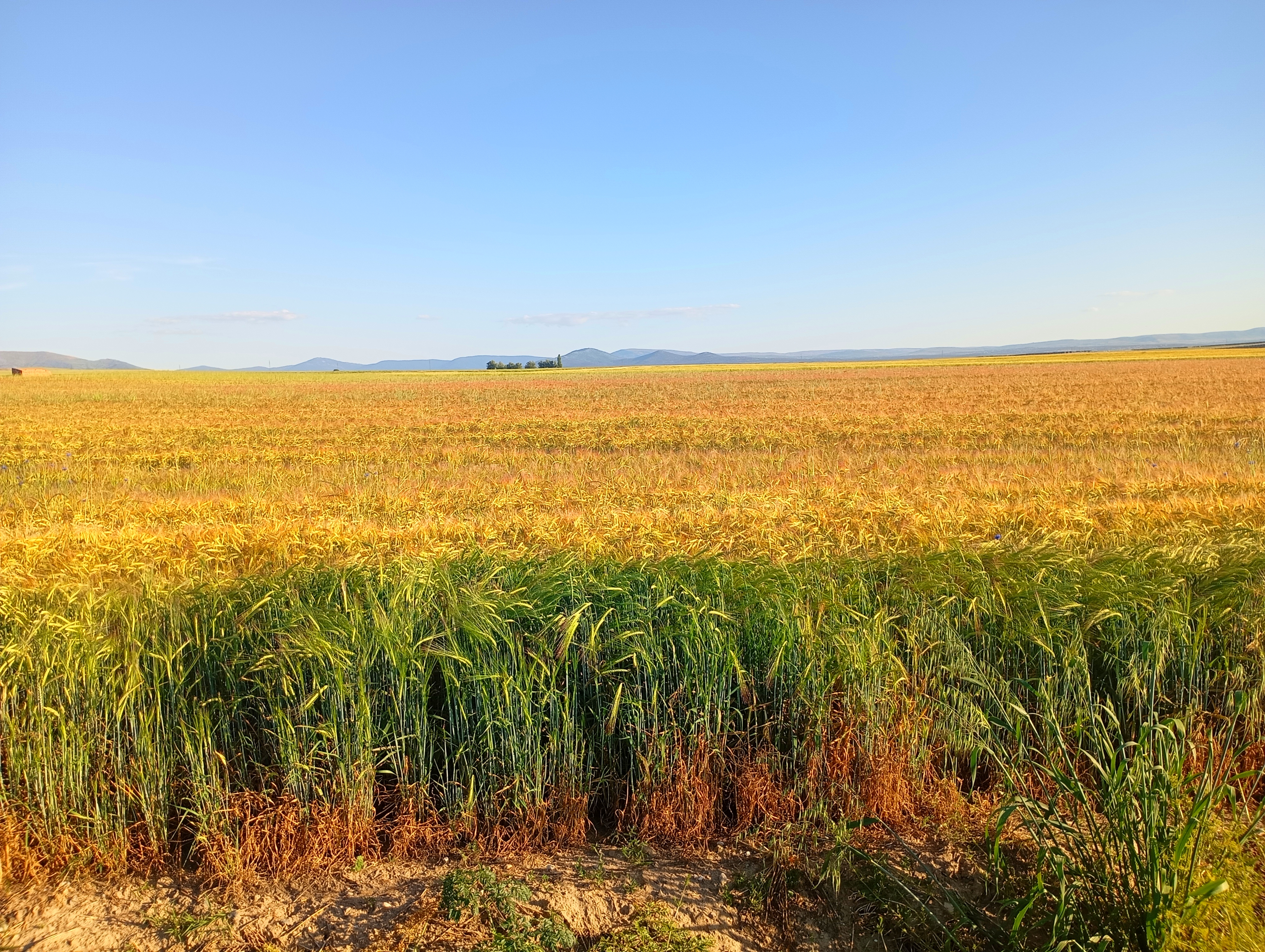
Cultivo de cereal en Abades, sierra de Guadarrama al fondo

Su economía tradicional se basa en el sector cerealista y el del esquileo, actualmente funciona también como localidad dormitorio de Segovia como parte de su alfoz.

## Administración y política

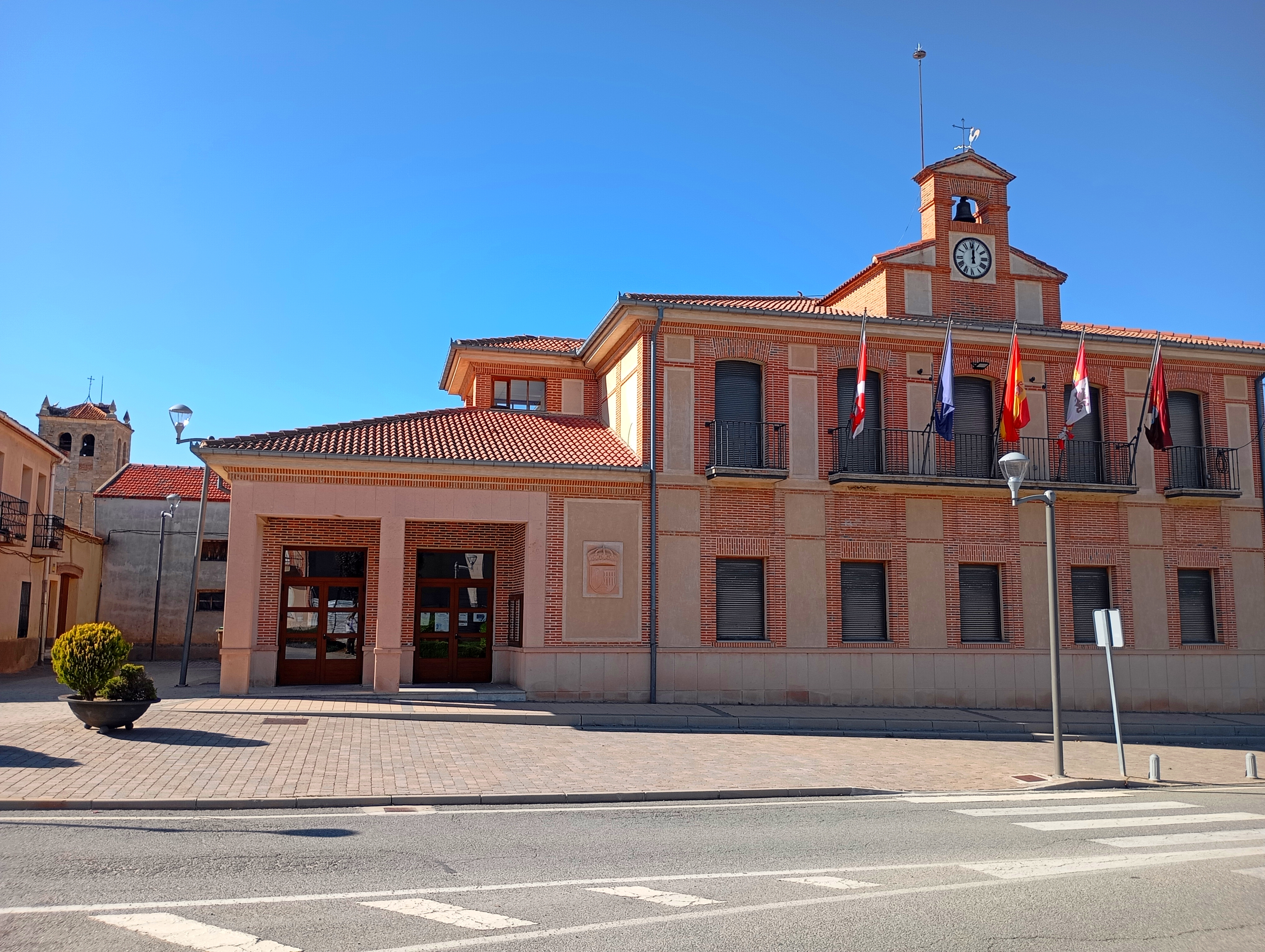
Casa consistorial de Abades, sede de su ayuntamiento, al fondo la iglesia parroquial

El nuevo edificio consistorial fue levantado sobre un antiguo local perteneciente a un amplio número de vecinos denominado "la panera". Desde 1995 alberga el Ayuntamiento, conformado por un alcalde y, de acuerdo a su población, otros seis concejales.
| Periodo   | Nombre                                                                 | Partido |
| --------- | ---------------------------------------------------------------------- | ------- |
| 1979-1983 | Honorio Torrejón Arribas                                               | AP      |
| 1983-1987 | Antonio Garcimartín Moreno                                             | PSOE    |
| 1987-1991 | Jaime Allas Llorente                                                   | PSOE    |
| 1991-1995 | Javier V. Santamaría Herranz                                           | PP      |
| 1995-1999 | Javier V. Santamaría Herranz (1995-1996)José Moreno Moreno (1996-1999) | PP      |
| 1999-2003 | José Moreno Moreno                                                     | PP      |
| 2003-2007 | Magdalena Rodríguez Gómez                                              | PP      |
| 2007-2011 | Magdalena Rodríguez Gómez                                              | PP      |
| 2011-2015 | Magdalena Rodríguez Gómez                                              | PP      |
| 2015-2019 | Magdalena Rodríguez Gómez                                              | PP      |
| 2019-2023 | Magdalena Rodríguez Gómez                                              | PP      |
| 2023-act. | Magdalena Rodríguez Gómez                                              | PP      |

### Elecciones municipales
| Elecciones municipales, 22 de mayo de 2011 |       |         |            |
| Partido                                    | Votos | %       | Concejales |
| PP                                         | 356   | 61.49 % | 5          |
| PSOE                                       | 207   | 35.75 % | 2          |

| Elecciones municipales, 24 de mayo de 2015 |       |         |            |
| Partido                                    | Votos | %       | Concejales |
| PP                                         | 346   | 61.24 % | 5          |
| PSOE                                       | 201   | 35.58 % | 2          |

| Elecciones municipales, 26 de mayo de 2019 |       |         |            |
| Partido                                    | Votos | %       | Concejales |
| PP                                         | 374   | 64.48 % | 5          |
| Centrados                                  | 126   | 21.72 % | 1          |
| PSOE                                       | 75    | 12.93 % | 1          |

| Elecciones municipales, 28 de mayo de 2023 |       |         |            |
| Partido                                    | Votos | %       | Concejales |
| PP                                         | 408   | 73.11 % | 5          |
| PSOE                                       | 139   | 24.91 % | 2          |

## Autobuses

Plano Metropolitano Segovia donde aparecen las líneas a su paso por Abades

Abades forma parte de la red de transporte Metropolitano de Segovia que va recorriendo los distintos pueblos de la provincia.
| Línea | Trayecto |
| ----- | --- |
| M1    | Garcillán - Segovia (por Pol. Ind. Nicomedes García, Casino La Unión, Valverde del Majano, Abades y Martín Miguel) |

## Símbolos
El escudo heráldico y la bandera que representan al municipio fueron aprobados oficialmente el 21 de mayo de 1996. El escudo se blasona de la siguiente manera:

«Escudo Municipal: Escudo mantelado. Primero de azur con un báculo abacial de plata. Segundo, de gules con un acueducto de plata, de dos órdenes, mazonado de sable y puesto sobre peñas de plata. El mantel de oro con una parrilla de sable. Timbrado de la Corona Real Española.»
Boletín Oficial de Castilla y León nº 182 de 19 de septiembre de 1996

La descripción textual de la bandera es la siguiente:

«Bandera Municipal: Bandera cuadrada de proporción 1:1, de color rojo, con un aspa blanca cargada en su centro del Escudo municipal en sus colores.»
Boletín Oficial de Castilla y León nº 182 de 19 de septiembre de 1996

Los elementos que cuenta a la hora de blasonar dicho escudo son principalmente tres y la bandera debe ser siempre cuadrada como corresponde a los Concejos según las antiguas normas del rey Alfonso X el Sabio, y así lo imponen las normas vexilológicas de la Junta de Castilla y León. Su diseño depende del escudo municipal: la pertenencia a la Comunidad de Villa y Tierra de Segovia, la vinculación al Obispado de Segovia y la parrilla, símbolo de San Lorenzo, patrón de la Villa.

## Cultura

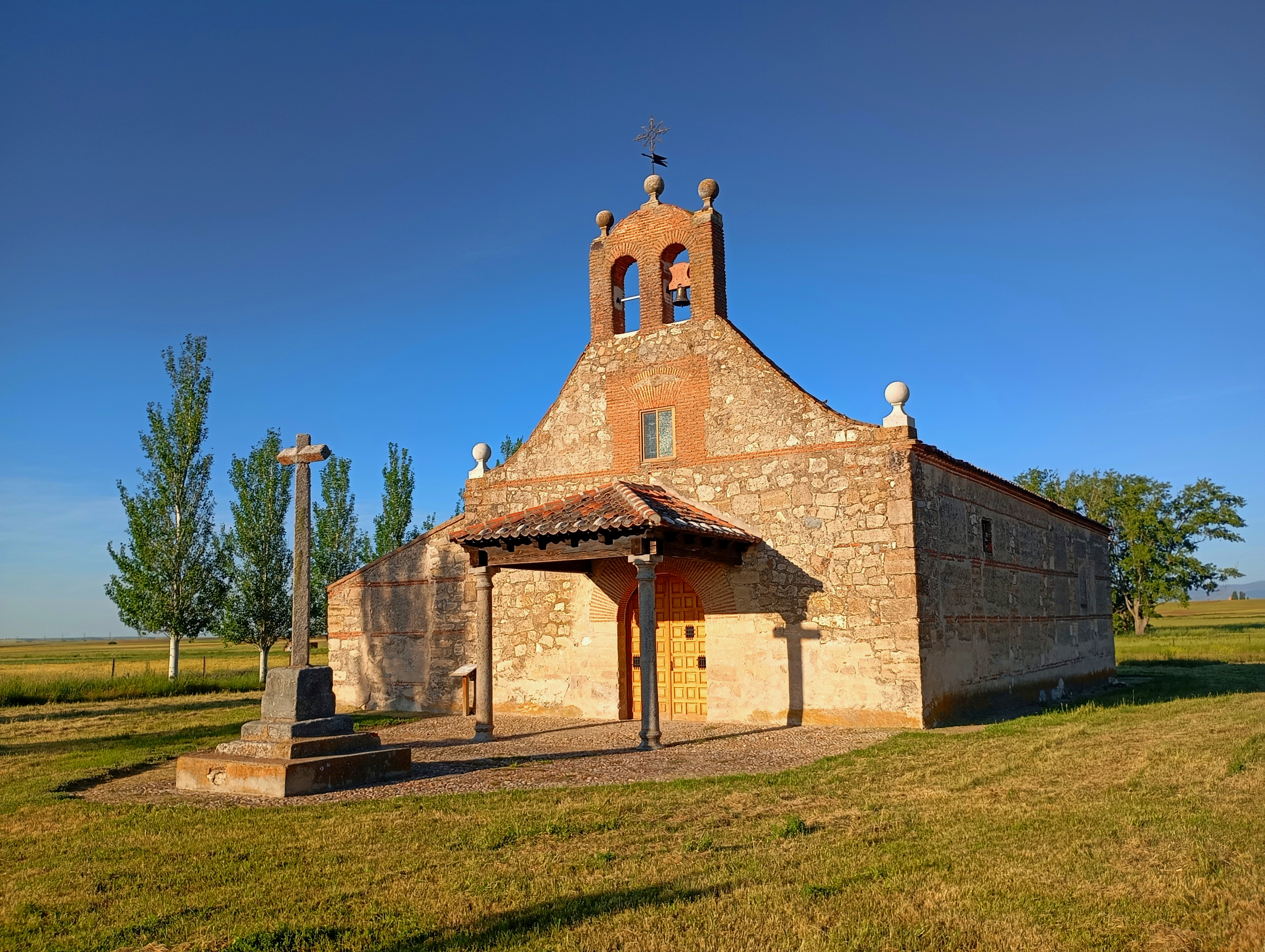
Ermita de la Virgen de los Remedios

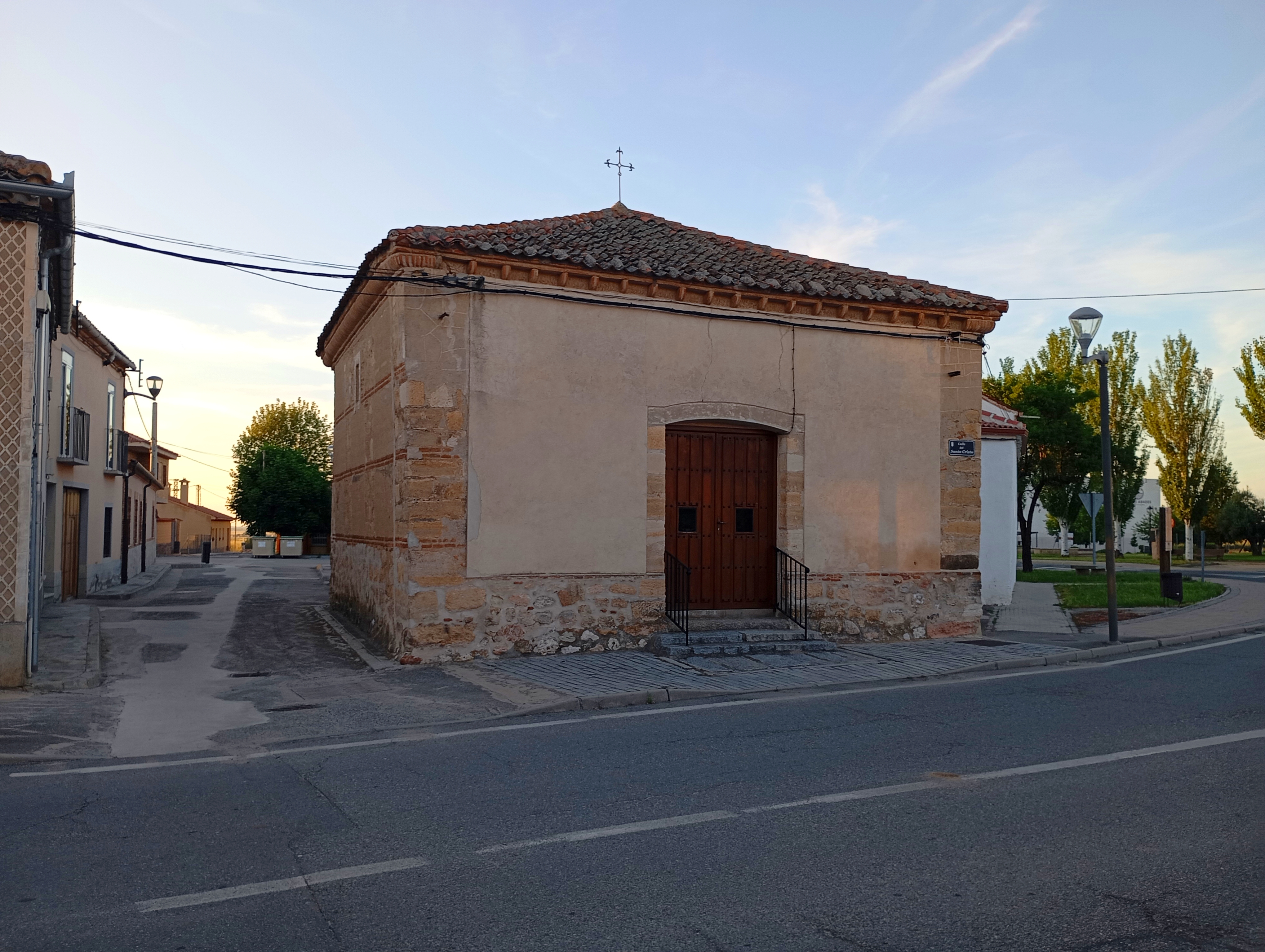
Ermita del Santo Cristo

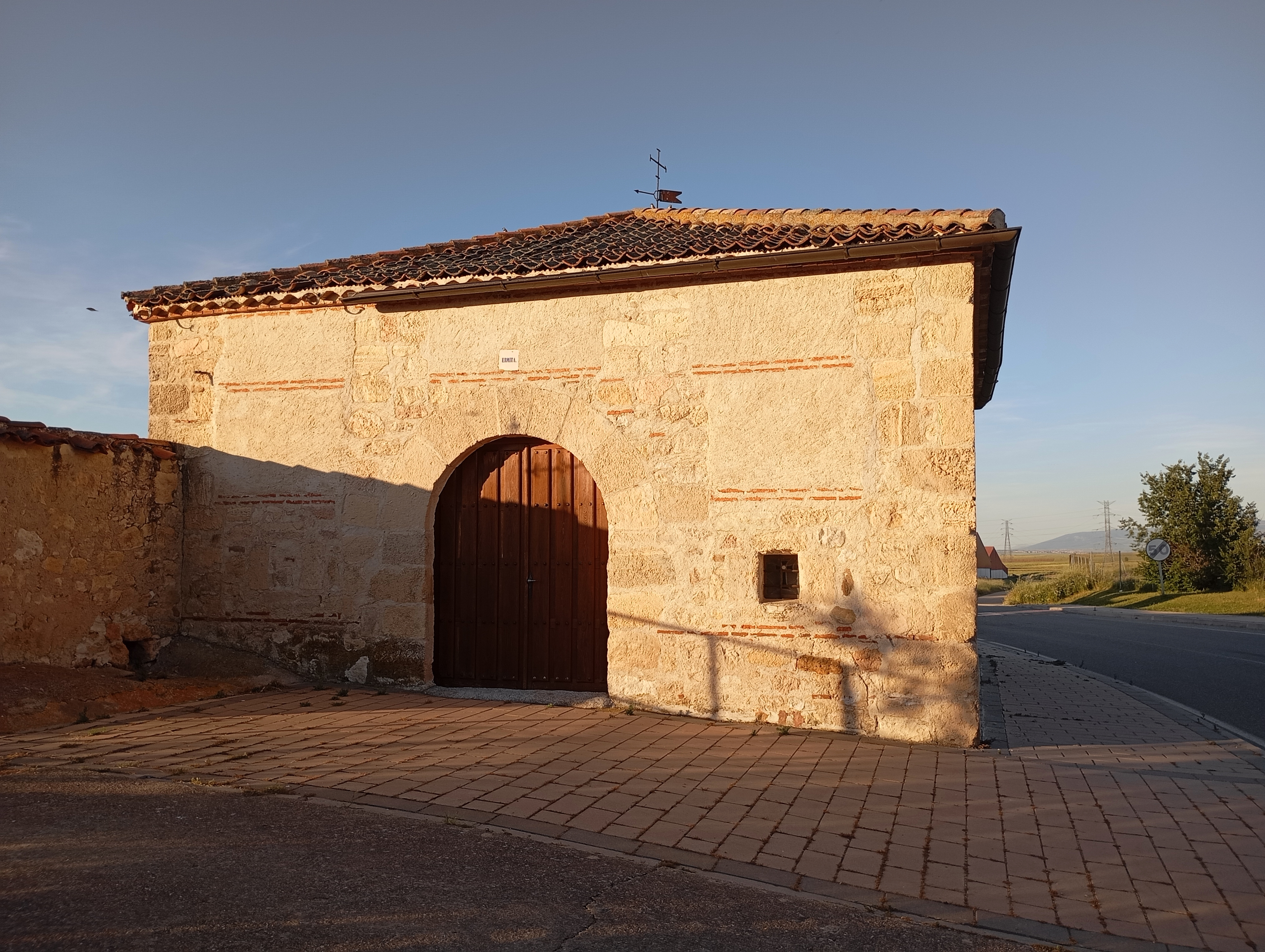
Ermita de San Roque o San Sebastián

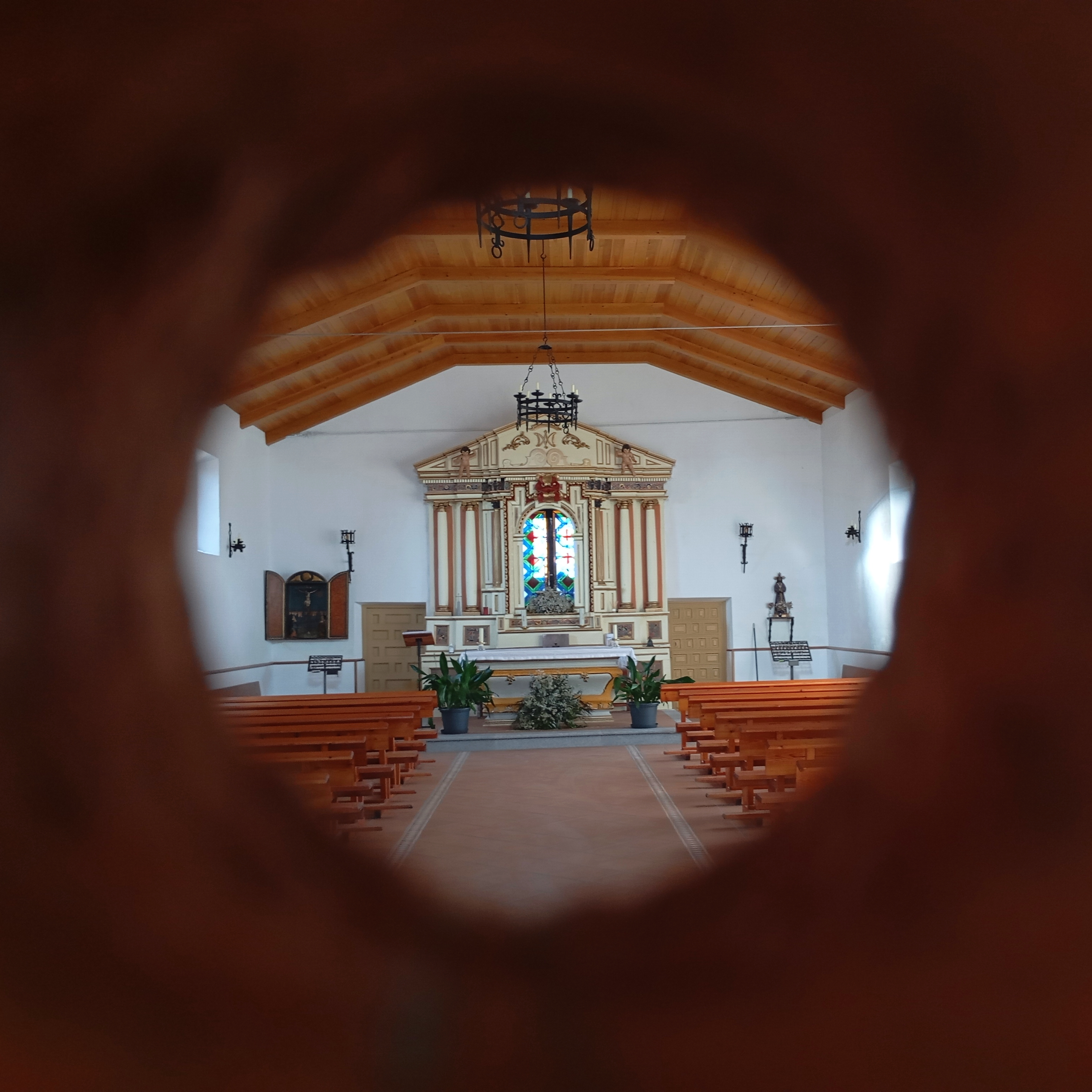
Interior de la Ermita de la Virgen de los Remedios

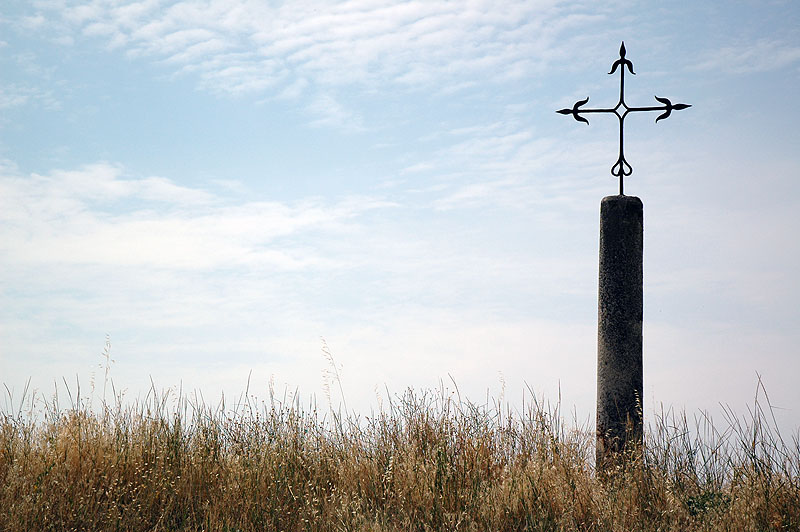
Cruz de la Virgen

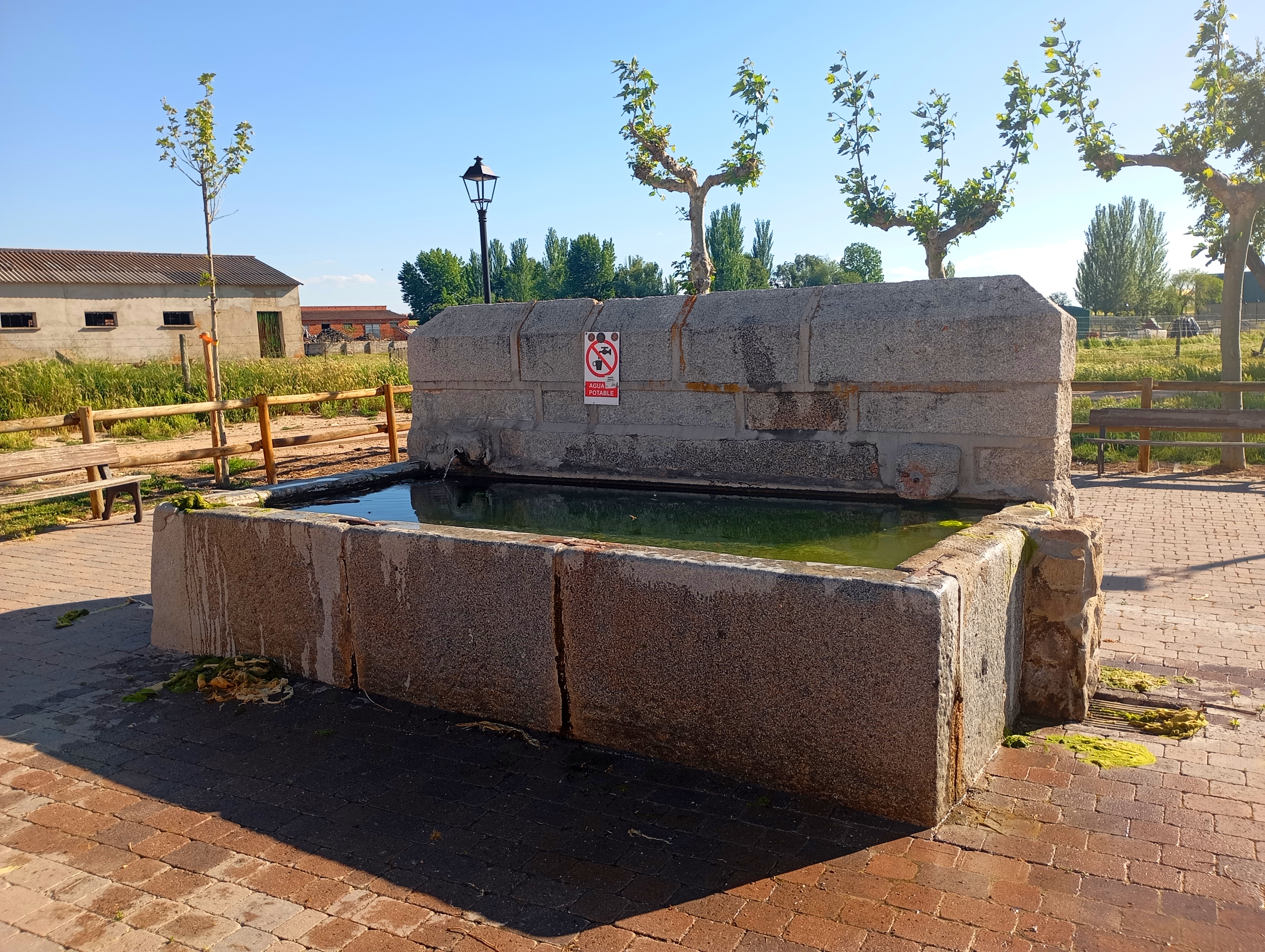
Fuente del Caño Viejo

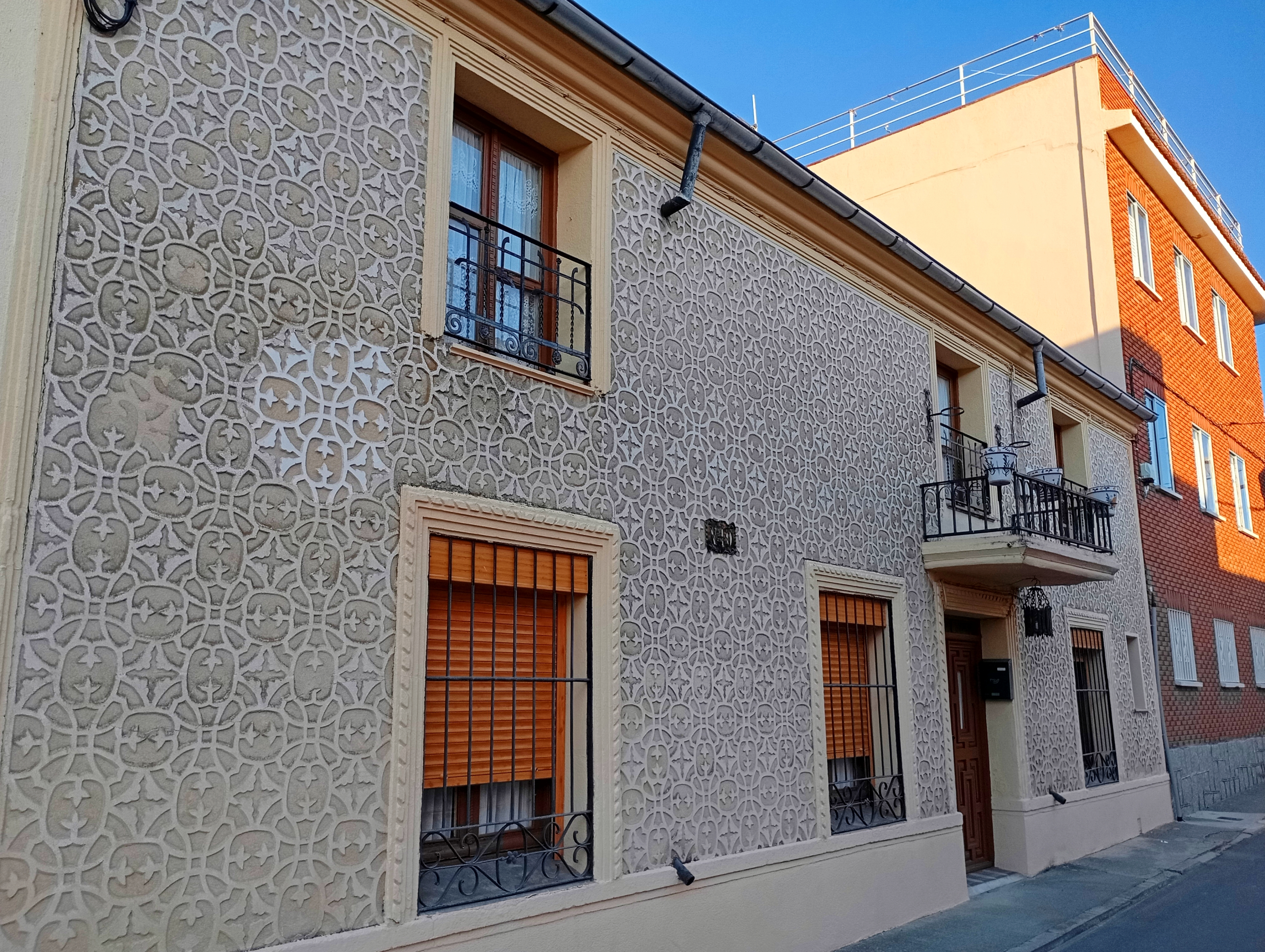
Esgrafiado típico segoviano con reintegración

### Patrimonio
- Fuente de la Plaza Mayor; construida en 2008, frente a la casa consistorial.

- Iglesia parroquial de San Lorenzo presenta planta de cruz latina y bóvedas de yeserías. En el interior se encuentran varios retablos y un órgano y en su torre existen dos relojes solares.
- Ermita de la Virgen de Los Remedios del siglo XV. Destaca la imagen de la Virgen de Los Remedios, llegada desde América. Es un edificio, sito en una pradera a 2 km de Abades, con un pórtico de columnas de granito y vigas de madera, con una torre campanario de ladrillo. Su planta es rectangular, con una sacristía y camarín de la Virgen en la parte posterior, y otras habitaciones exteriores para resguardar a pastores y labradores, además de un pozo de agua. En la restauración del siglo XX se perdió parte del estilo original, aunque se conserva el altar con un retablo en tonos pastel y la imagen central de la Virgen.[18]
- La Cruz de la Virgen, cruz de forja en una piedra camino a la ermita de la Virgen de Remedios. Según la tradición oral guarda una gallina y 12 pollitos de oro que al acercarte escuchas piar, está bajo custodiado por un dragón que mata con su mirada.

- Manantial de Caño Viejo, al suroeste de la villa.
- Torre del depósito de agua.
- Arquitectura tradicional con esgrafiado segoviano.
- Vía Crucis, con su final junto al cementerio.
- Ermita de San Sebastián o San Roque, junto al cementerio municipal. Data de entre el siglo X al XI. De planta cuadrada con tejado a cuatro aguas, destaca su arco de medio punto. Sita al sur de la villa, frente la ermita se encuentra un conjunto de cruces llamado la Viacrucis.
- Ermita del Santo Cristo, del Humilladero o de la Soledad, del siglo XIII. Con una pequeña capilla central y un techo artesonado de madera, contiene las imágenes de San Roque, La Soledad, Santiago y un Cristo resucitado.
- Molino hidráulico de Pero Cojo, parte del despoblado mencionado a finales del siglo XIII en un inventario de propiedades de Cabildo segoviano. Se sitúa a 4,5 km al oeste de Abades, en el margen izquierdo del río Moros.[19][11]

### Fiestas
- Santa Águeda, el 5 de febrero.
- Semana Santa, celebración de carácter castellano austero.
- Corpus Christi, en la mañana cuenta con una procesión con niños por los diferentes altares y por la tarde se repite.
- Domingo de Quasimodo, cuenta con una comida popular organizada por el Ayuntamiento en el salón de la Panera.
- San Isidro Labrador, el 15 de mayo, con misa y una procesión para bendecir los campos.
- San Lorenzo Mártir, el 10 de agosto, patronales. Le precede la novena que finaliza el día de la fiesta.
- Virgen de Los Remedios, la noche del jueves más cercano al llamado Domingo de la Función, el más cercano al 1 de septiembre
- Prenochevieja, el 30 diciembre, fiesta frente a la casa consistorial con las características doce uvas, su origen data de 1998.[11][20]

#### Romería laVirgen de Los Remedios

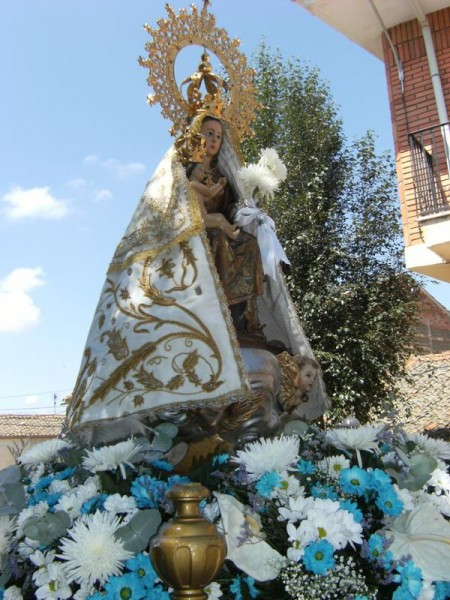
Imagen de la Virgen de los Remedios

Originalmente se realizaban dos, una en Pentecostés y la otra en septiembre. La de septiembre en el siglo XVII se celebraba el día 8 pero en el XX se pasó al último domingo de septiembre y en 1992 se tornó en el primer domingo del mes.
El 4 de junio de 1878, en un momento de crisis económica, se produjo una brutal tormenta de granizo, dejando el pueblo arrasado. Este momento marcaría para siempre su fe, costumbres y festejos, consolidando la romería en la actualidad en esta fecha.

#### Paloteo, jota y hojuelas y florones
El municipio destaca por su patrimonio cultural, reflejado en la tradición de la Jota de Abades y en el distintivo paloteo, que presenta características únicas propias del lugar. Además, las celebraciones se complementan con la elaboración artesanal de florones y hojuelas, dulces típicos de varios pueblos de la provincia.

### Deportes
Existe un frontón para la práctica de Pelota segoviana, también tiene un profundo arraigo el Bolo femenino segoviano con su culmen en un campeonato contra los hombres del pueblo. 